# Gobio holurus
 Gobio holurus és una espècie de peix cipriniforme de la família dels ciprínids.